# River Towers
River Towers, początkowo River Tower – budynek mieszkalny, najwyższy wieżowiec w województwie kujawsko-pomorskim, znajdujący się przy ulicy Toruńskiej 57 w Bydgoszczy. Budowa wieżowca rozpoczęła się w 2016 roku i zakończyła w 2020. Wieżowiec ma 65 metrów wysokości.

## Historia

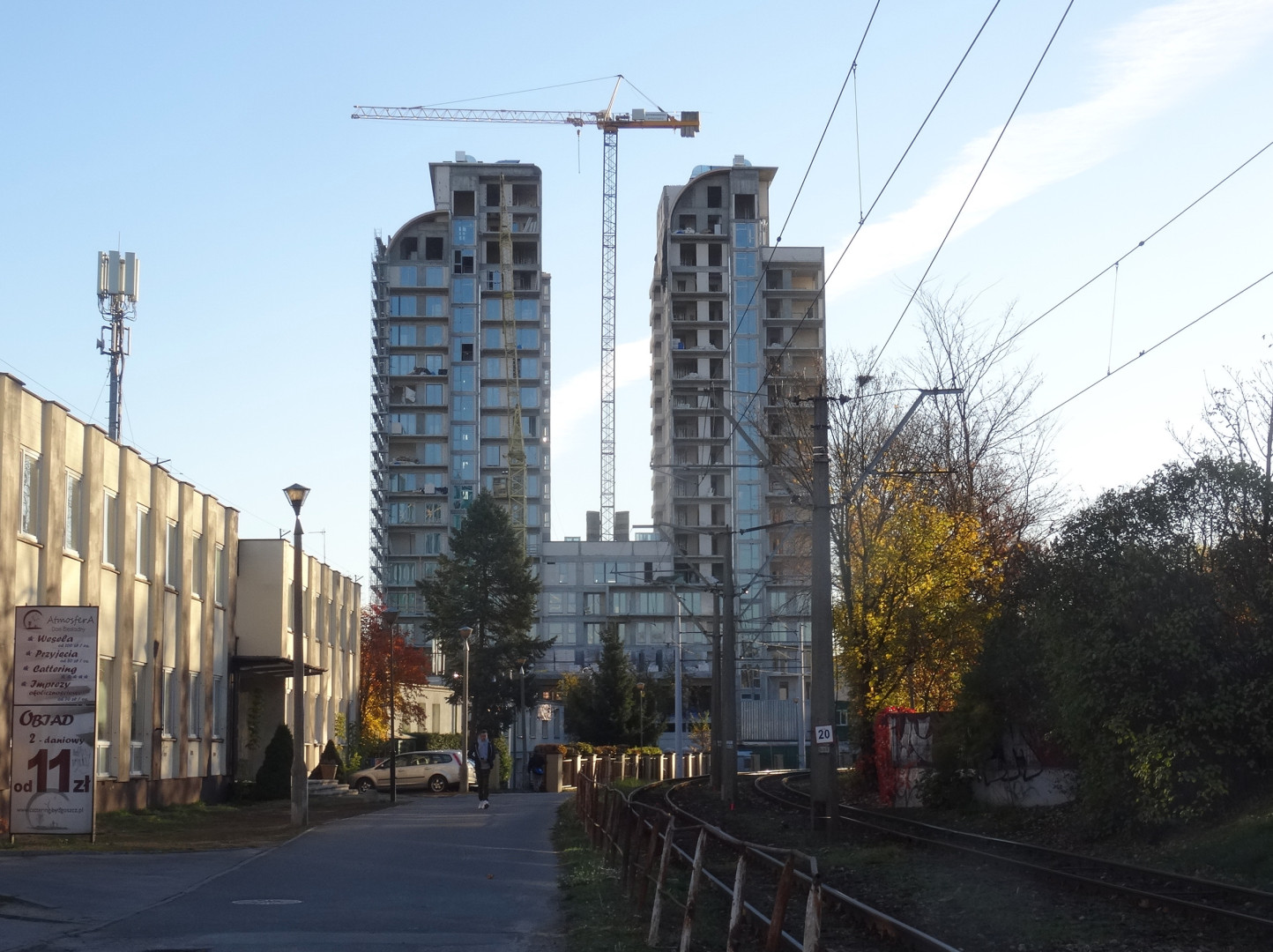
Budowa River Towers (październik 2018)

Wniosek o pozwolenie na budowę wieżowca River Towers inwestor złożył w kwietniu 2014 roku. Budowa miała się rozpocząć jeszcze w tym samym roku, a termin zakończenia prac budowlanych został zaplanowany na przełom 2016 i 2017 roku. Ostatecznie budowa River Towers rozpoczęła się 1 lipca 2016 roku, a czas realizacji oszacowano wówczas na 18 miesięcy. Waldemar Kapczyński prezes przedsiębiorstwa KWK Construction stwierdził, że wieżowiec stanie się jednym z nowych symboli Bydgoszczy i porównał River Towers do wieżowców Sea Towers w Gdyni oraz Sky Tower we Wrocławiu. 
KWK Construction rozpoczęła działalność w Bydgoszczy w 1989 roku. Przedsiębiorstwo zrealizowało między innymi budowę Hotelu City w Bydgoszczy, wiele inwestycji mieszkaniowych w dzielnicy Fordon i Halę Widowiskowo-Sportową w Strzelnie. 
We wrześniu w ziemię na głębokość około 15 metrów wbito 300 kilkunastometrowych pali, dzięki którym przyszła budowla mogła stać stabilnie. Według prezesa KWK Construction było to pierwsza tego typu operacja w takim zakresie. 13 października w fundamenty River Towers wmurowany został kamień węgielny oraz ujawniono, że budowa ma się zakończyć w czerwcu 2018 roku. Z końcem 2017 roku na części wspólnej budynku łączącej obie wieże zmontowany został drugi żuraw, który umożliwił rozpoczęcie prac przy najwyższych kondygnacjach River Towers. W styczniu 2018 roku prace były prowadzone na 13 piętrze. W maju ukończono zaokrągloną antresolę i zalano stropodach północnej wieży. W 2019 roku zmieniono nazwę budynku z River Tower na River Towers.
Na początku 2020 roku ukończone zostały prace we wnętrzu budynku. W kwietniu większość rusztowań została rozebrana, a w okolicy budynku trwały prace porzadkowe. 22 lipca na terenie budynku zorganizowano imprezę 22 lipca – święto naszej młodości, w której uczestniczyli seniorzy Kazimierzowskiego Uniwersytetu Trzeciego Wieku (KUTW), wiceprezydent Bydgoszczy Mirosław Kozłowicz, przewodniczący Rady Naukowo-Programowej KUTW Sławomir Łaniecki, przedstawicielki Rady Słuchaczy Bożena Sałacińska i Janina Lackner oraz prezes KWK Construction Waldemar Kapczyński. Prezes KWK Construction stwierdził, że dopracowania wymagają części wspólne budynku, a z końcem sierpnia budowa zostanie ukończona. Mieszkania oddawane były w stanie deweloperskim.

## Konstrukcja
W 2019 roku 65-metrowy River Towers został najwyższym wieżowcem w województwie kujawsko-pomorskim. Poprzednim najwyższym budynkiem w Bydgoszczy był 55-metrowy Nordic Haven. Budynek został usadowiony przy ulicy Toruńskiej 57 w pobliżu hali sportowo-widowiskowej Immobile Łuczniczka. 7 kwietnia 2025 roku prezydent Torunia Paweł Gulewski wydał pozwolenie na budowę wieżowca Sky CT o wysokości prawie 79 metrów.
Konstrukcja składa się ze stali, szkła i betonu. Na 20 kondygnacjach budynku znajduje się 128 mieszkań, a piętra mają po 2,95 metra wysokości. Na trzech pierwszych kondygnacjach znajdują się miejsca parkingowe, a na siódmym piętrze znajduje się siłownia oraz sala zabaw dla dzieci.

## Odbiór
Prezydent Bydgoszczy Rafał Bruski określił wieżowiec jako nową wizytówkę miasta i jego ściślejsze związanie się z rzeką Brdą. Architekt miasta, Katarzyna Łaskarzewska-Karczmarz, stwierdziła, że River Towers i inne budynki powstające wzdłuż Brdy dodadzą miastu blasku. W 2020 roku wieżowiec zdobył nagrodę Grand Prix w kategorii Budownictwo mieszkaniowe: apartamentowiec, osiedle przyznawaną w ramach konkursu Budowa na Medal Pomorza i Kujaw organizowanego przez Pomorsko-Kujawską Izbę Budownictwa we współpracy z Kujawsko-Pomorskim Centrum Organizacji Imprez.